# Darren Tate
Pour les articles homonymes, voir Tate.
Darren Tate est un DJ et un producteur de musique trance, né à Londres en Angleterre le 22 octobre 1972. Venant de la musique classique, en ayant travaillé avec un large éventail d'artistes et de compositeurs. Il est surtout connu pour être un des plus célèbres producteurs de trance au monde, et ayant des succès sous divers pseudos comme Jurgen Vries, Angelic, Orion, Citizen Caned et plus récemment DT8 Project.
L'un des premiers souvenirs de Darren selon une interview qu'il a donnée à la version internationale de DJ Magazine était qu'il avait poussé le comédien Ronnie Corbett dans une piscine quand il avait trois ans. Il a commencé sous les projecteurs très tôt, apparaissant dans de nombreuses publicités à la télévision, ce qu'il trouva plutôt amusant dans la suite de sa carrière. Pendant son enfance, il fréquenta l'internat pendant 10 ans, une expérience qu'il n'a pas appréciée à cause des punitions (la fessée). Alors que les années passèrent, il apprit à jouer de plusieurs instruments, étudia la musique à l'université de Leeds puis composa avec beaucoup de succès pour la télévision, le cinéma et les comédies musicales, même si sa première expérience dans un studio en 1994 ne se passa pas bien.
Dans l'interview qu'il donna pour le magazine DMC en mars 2007, Darren déclara que sa chanson favorite était Unfinished Sympathy de Massive Attack. Dans la même interview, il révéla que trois de ses plus grandes influences dans la vie étaient Stevie Wonder, John Williams et Brian Eno. Darren a un fils, né en mars 2006.

## Carrière musicale
Comme beaucoup de ses camarades deejays, Darren Tate a utilisé beaucoup de pseudonymes, peut-être pour masquer la large contribution à la musique électronique du XXIe siècle. Son premier projet était une collaboration avec Judge Jules in 2000. Ensemble, avec la femme de Jules, Amanda O'Riordan, ils nommèrent leur groupe Angelic. Plus tard la même année, il créa quelques morceaux sous le nom d'Orion. Septembre 2002 vit le retour de Darren Tate sous le nom Jurgen Vries. Depuis lors, il a utilisé son nom mais aussi DT8 et plus récemment DT8 Project.
La chanson qui monta le plus haut dans les charts fut The Opera Song, la chanteuse Charlotte Church étant créditée sur la jaquette sous le pseudo CMC. 
Plusieurs compilations de ses morceaux de trance ont été compilées et mixées par Tate, sont sorties sur des labels importants et furent classés dans les charts. Selon le site officiel de Darren, un album de DT8 Project nommé Perfect World est sorti en 2007. C'est un double album, le deuxième CD contenant des remixes de célèbres deejays.

## Classement dans les charts britanniques
- June 2000 "It's My Turn" #11 UK (Angelic)
- October 2000 "Eternity" #38 UK (Orion)
- February 2001 "Can't Keep Me Silent" #12 UK (Angelic)
- April 2001 "The Journey" #41 UK (Citizen Caned)
- November 2001 "Stay With Me" #36 UK (Angelic)
- September 2002 "The Theme" #13 UK (Jurgen Vries)
- February 2003 "The Opera Song" #3 UK (Jurgen Vries feat. CMC)
- May 2003 "Destination" #23 UK (DT8 feat. Roxanne Wilde)
- October 2003 "Wilderness" #20 UK (Jurgen Vries feat. Shena)
- June 2004 "Take My Hand" #23 UK (Jurgen Vries feat. Andrea Britton) - Un remix de la chanson de  Dido du même nom.
- August 2004 "The Sun Is Shining (Down On Me)" #17 UK (DT8 Project feat. Rob Li)
- March 2005 "Winter" #35 UK (DT8 Project feat. Andrea Britton)

## Autres remixes notables et hits en club
- "See Me Here" (Orion avec les paroles de Rebecca Raines)
- "The Other Love" (Darren Tate vs. Blue Amazon) - Un remix du morceau original de Blue Amazon
- "Prayer For A God" (Darren Tate)
- "Let The Light Shine In" (Darren Tate & Jono Grant)
- "Venus" (Darren Tate)
- January 2006 "Horizons 01" (Darren Tate) - Premier Album de Darren Tate
- September 2006 "Narama" (DT8 Project feat. Mory Kante)
- April 2007 "Hold Me Till The End" (DT8 Project feat. Alexta)
- July 2007 "Echoes / Chori Chori" (Darren Tate)